# لو غوليت (نيو برونزويك)
لو غوليت (بالإنجليزية: Le Goulet, New Brunswick)‏ هي منطقة سكنية تقع في كندا في نيو برونزويك. يقدر عدد سكانها بـ 817 نسمة ومساحتها 5.46 كم2 .